# Leptosporangiatae
As plantas (no sentido da taxonomia de Lineu, incluindo as que produzem sementes - espermatófitas - os fetos, os musgos, as algas e os fungos), todas possuem esporângios para a sua reprodução.
No entanto, as plantas vasculares (espermatófitas e pteridófitas) apresentam dois tipos diferentes de esporângio:
- Os esporângios dos pteridófitos chamados eusporangiados têm uma estrutura semelhante aos das espermatófitas, com paredes formadas por várias camadas de células. Estes esporângios abrem normalmente por uma fenda transversal e podem produzir centenas ou milhares de esporos.
- Nos fetos leptosporangiados (os "fetos verdadeiros"), no entanto, o esporângio tem origem numa única célula-mãe e está reduzido a uma pequena cápsula formada por uma única camada de células, com um pedúnculo formado por tricomas, ou "pêlos" vegetais. Estes leptosporângios produzem sempre um número de esporos múltiplo de 16, na maior parte dos casos, 64.